# Endoso en garantía
El endoso en garantía es aquel que contiene las cláusulas en garantía o en prenda, y da al endosatario todos los derechos y obligaciones de un acreedor prendario. Es una forma de establecer un derecho real, sobre una cosa mercantil, o sea, el título de crédito, es decir, se da cuando el título se transfiere como garantía de una obligación.
El endoso en garantía no trasmite la propiedad del título sino que constituye sobre él un derecho prendario, por lo tanto confiere al endosatario los derechos de acreedor prendario, los cuales según el derecho civil son los siguientes:
1. El acreedor tiene el derecho de retener la cosa dada en prenda, en este caso el título valor, hasta que no se haya saldado la obligación más los intereses si se pactaron.
2. El acreedor también puede retener la cosa dada en prenda, hasta que el deudor le haya pagado los gastos en que haya incurrido para conservar la cosa dada en prenda y por los perjuicios que le hubiere causado la tenencia.
3. El acreedor prendario también tendrá derecho a pedir que la prenda del deudor moroso, se venda en pública subasta, y con el producido se le pague.
4. El acreedor prendario tiene la obligación de devolver al deudor el monto sobrante si el producido es mayor que lo debido, a menos que se acuerde otra cosa en las cláusulas de garantía.

En el caso del endoso en garantía, además de conferir al endosatario los derechos de acreedor prendario, también confiere las facultades que tiene el endosatario en procuración, entonces si al endosatario en garantía no se le cancela la obligación que respalda el título valor este podrá:
- Presentarlo para su aceptación
- Presentarlo para el cobro, ya sea judicial y extrajudicialmente
- Para protestarlo, si el protesto es necesario
- Para endosarlo en procuración, para que otra persona efectué el cobro e inicie las acciones pertinentes

## Particularidades

### Colombia
Por último el endosatario en garantía, tiene una ventaja que le confiere el inciso final del Artículo 659 del Código de Comercio de Colombia, no podrán oponérsele las excepciones personales que se hubieran podido oponer a terceros anteriores.
- Datos: Q20014792